# Hervé Cornillie
Hervé Cornillie, né le 7 octobre 1979, est un homme politique belge, membre du Mouvement réformateur (MR).

## Biographie
Hervé Cornillie nait le 7 octobre 1979.
Le 16 septembre 2019, Hervé Cornillie devient député au Parlement wallon en remplacement de Jean-Luc Crucke qui devient ministre dans le gouvernement Di Rupo III.
Le 13 janvier 2022, Hervé Cornillie cesse de siégé au Parlement wallon et Jean-Luc Crucke, ayant démissionné de ses fonctions de ministre, reprend son mandat parlementaire.
Il est élu députée à la Chambre des représentants à la suite des élections législatives fédérales belges de 2024.
Depuis le 2 décembre 2024, il est devenu bourgmestre de la ville de Leuze-en-Hainaut.